# ساندرو (بازیکن فوتبال، زاده ۱۹۸۹)
ساندرو رانیری گیمارائس کوردیرو (پرتغالی: Sandro Raniere Guimarães Cordeiro؛ زادهٔ ۲۰ مارس ۱۹۸۷) که عموماً با نام ساندرو شناخته می‌شود، بازیکن فوتبال اهل برزیل است.
از باشگاه‌هایی که در آن بازی کرده‌است می‌توان به اینترناسیونال، تاتنهام هاتسپر، کویینز پارک رنجرز، وست برومویچ آلبیون، آنتالیااسپور، بنونتو، جنوآ و اودینزه اشاره کرد.
او بین سال‌های ۲۰۰۹ تا ۲۰۱۲، ۱۷ بازی برای تیم ملی فوتبال برزیل انجام داده‌است و توانسته ۱ گل به ثمر برساند.